# BRAVE10
《BRAVE10》是日本漫畫家霜月灰吏創作的漫畫作品。於Media Factory的雜誌《Comic Flapper》2006年11月号至2011年1月号上連載。之後續篇《BRAVE10 S》於《月刊Comic Gene》2011年7月号（創刊号）至2016年4月号期間進行連載，並於2016年7月号至2017年2月号期間連載外傳《BRAVE10 ～戲～》。
於2007年11月21日Marine Entertainment發售廣播劇CD。TMS Entertainment於2011年7月發佈動畫化消息，於2012年1月7日開始播放。

## 故事
以日本歷史上著名的真田十勇士為中心展開的故事，故事發生在關原之戰開始的1年前，出雲神社突然遭受不明忍者的襲擊，而出雲巫女伊佐那海也遭到了襲擊，在她逃亡的途中遇到了伊賀的忍者霧隱才藏，得到了才藏的幫助的那海拜託才藏帶她去找信州的上田城主真田幸村。經歷了波折後，兩人終於加入到幸村的麾下。而當集結了十位勇士，天下無敵軍團也就誕生了！

## 人物介紹
配音員是根據廣播劇CD/TV動畫版

### 真田家
真田幸村  （聲優：平田廣明/森川智之）
上田城的城主，是個留著懶散的鬍鬚，手上常拿著煙斗的男人。他收留著了伊佐那海。而他身邊有一批熟練的忍者，說著需要十位同伴。為了查明徳川所尋求的東西而派才藏他們前往出雲。
與直江兼續和石田三成是友人。
霧隱才藏（きりがくれ さいぞう） （聲優：森川智之/小野大輔）
19歲、身高：178cm、體重：66kg（根據作者的官方網站日記）
伊賀的忍者、從伊賀之里（才藏自稱殺人之鄉）出身。與被人襲擊的伊佐那海相遇，並幫助她逃亡。送她到上田城及一些波折後，成為真田十勇士之一。他又稱摩利支天，以暗殺為業。武器為稱為摩利大劍的巨大苦無和細苦無。使用術時要念出真言。
把三十歲以上的人通稱為大叔。
一開始時非常討厭身為甲賀忍者的佐助。是十根源之力中「光」之力的代表。
絕技是奧義天唾返、瞬光、忍法五月雨、伊賀流投術光陰、一閃、忍法霧隱式炎陽斬、忍法隼落、忍法霧隱式碎冰斬
伊佐那海（いさなみ） （聲優：植田佳奈/佐藤利奈）
真田十勇士。名字參考三好伊三入道（三好清海入道的弟弟）。
還是嬰兒的時候，被扔棄在出雲大社前，於是主祭把她養育成人。但出雲大社被刺客襲擊，被燒成頹垣敗瓦，之後便逃往信州找真田幸村。
當危急時能使用黑色的圓球（奇魂）保護自己，但她本人也不知道怎麼使用。擅長跳舞，食量極大，最愛吃蕎麥麵。
真身為邪神伊邪那美命，而奇魂真正的作用是保護世間不受其侵害。是十根源之力中「闇」之力的代表。
猿飛佐助 （聲優：福山潤/柿原徹也）
甲賀的忍者，真田十勇士之一，褐色頭髮帶著印花頭巾的少年。亦是真田忍隊首領，對幸村絕對忠誠。
性格認真，不知為何常用片言說話。相當內向，受到誇讚或看到可愛的東西時會臉紅，甚至逃走。
體術了得，擅於利用植物藥草，稱森林即自己的地盤，能操縱動物，本身亦喜愛和動物相處。飼養著貓頭鷹（蒼刃、朱刃）、鼬鼠（雨春、多雨）
討厭伊賀忍者的才藏，但承認其實力並信賴著。是十根源之力中「草」之力的代表。
絕技是甲賀轉身術 鐮鼬、甲賀奧義 萬獄殺。
海野六郎 （聲優：木内秀信/神谷浩史）
真田十勇士之一，是真田幸村的小姓，用繃帶遮住右眼。
常常責備輕浮的幸村。海野家是為世代服侍真田家的秘傳術師家族。擁有「水紋之右眼」而作為繼承人，得有家傳的寶物「蒼玉髓」。有個雙胞胎弟弟七隈。
口腔能發出超聲波。成為幸村與十勇士們行為不檢或起爭執時的處罰招式，大家都不敢招惹。
平時遮住的右眼能記下書信裡的文字，也能讀取他人看過的東西。是十根源之力中「水」之力的代表。
受真田幸村約定「不能讓任何人碰你的右眼」。漫畫第六卷中為了守約與保密自毀右眼。
安娜塔西雅（アナスタシア）（聲優：近野真晝/淺川悠）
真田十勇士之一。也是伊賀異形五人眾之一，名字參考穴山小助（穴山小助-あなやまこすけ 的 あな-安娜）。
藍眼金髪的美女，又稱冰華·安娜塔西雅，因能使用冰之術而得名。
伊賀女忍者，與同鄉出身的才藏是青梅竹馬。周圍的人常簡稱她為安娜。原本是異國的公主，為了復國而為服部半藏做事。
本來是來暗殺真田幸村，暗殺失敗後假意投降真田家，其實一直是服部半藏的間諜。離開時想要帶走六郎右眼裡的秘密，但是以失敗收場。
在漫畫第八卷中被根津甚八打敗後，第二部第九卷中跌入深谷，行蹤不明。
絕技是伊賀亞流冰術絕海、伊賀亞流冰術搶冰華、伊賀亞流冰術極冰棺、伊賀亞流冰術冰葬、伊賀亞流冰術獄冰荀、伊賀亞流冰術奧義永久凍土。
筧十藏  （聲優：藤原啟治/置鮎龍太郎）
真田十勇士之一。擅長火繩鎗的射擊及狙擊，使用的愛鎗名為沙綾（さあや）。有畏高症，是個大酒桶。
幸村的命令其到各國巡查後回到上田城。後來因為清海將其心愛的鐵炮弄壞後為了尋求新的鐵炮再度旅行，途中與根津甚八相遇。兩人意氣相投，結為義兄弟。是十根源之力中「金」之力的代表。
由利鎌之介  （聲優：無/高城元氣）
真田十勇士之一，前往出雲的途中遇到的山賊，他打扮成腳部受傷女性，在吊橋襲擊才藏他們。
本身是個追求殺戮、嗜血成性的變態。才藏離開時對他說：「對女人下手只會讓我想吐」，真實性別是男
武器為鎖鐮。能操縱風，使用稱為由利鎖鐮奥義的技術。是十根源之力中「風」之力的代表。始終想要和才藏決鬥。
絕技是由利鎖鐮奧義一目連、由利鎖鐮奧義風神掌、由利鎖鐮奧義巨旋風、由利鎖鐮奧義破裡鐮、由利鎖鐮奧義大追風。
根津甚八  （聲優：無/中井和哉）
真田十勇士之一，原本是海盜，後來與出外修行的筧十藏成為義兄弟，幫助被德川家康追捕的真田幸村逃跑後，被真田幸村賞識，機緣巧合下成為真田十勇士。飼養一頭黑豹為寵物。
擁有怪力，可以只用一隻手就擋下三好清海入道的攻擊。
喜歡酒和女人，深愛的東西是自己的船。可以操縱雷電，是十根源之力中「雷」之力的代表。
絕技是霹靂咆哮。
三好清海入道  （聲優：無/田中一成）
真田十勇士之一，伊那佐海以前在出雲社的哥哥（沒血緣關係）。伊佐那海被棄於神社前時正是被他所發現。
15歲開始周遊列國修行，於漫畫第4本與伊那佐海重逢，但剛開始伊那佐海根本認不出來（三好清海入道也承認以前到現在變強壯很多）跟15歲時清秀的哥哥判若兩人。
對於跟妹妹太親近的才藏非常火大，但自身十分聽從妹妹的話，甚至表現害怕，而被才藏嘲諷 。
在周遊列國的過程中似乎有奇特的領悟，因而信奉著許多宗教。「信仰越多就能得到越多救贖」的想法被才藏評價為「無節操」。
擁有把大地粉碎的力量。是十根源之力中「土」之力的代表。
絕技是大山鳴動、六根清淨
弁丸  （聲優：無/橘田泉）
真田十勇士之一。以侍奉幸村為目標的少年，毒舌。原名為望月六郎，因為名字與海野六郎相同，被真田幸村改名，之後名字變成弁丸。（弁丸為真田幸村幼名。）
擅長設下陷阱埋伏敵人，最得意的武器是弁丸式機巧炸裂拳火之迦具土。是十根源之力中「火」之力的代表。

### 伊達家
伊達政宗  （聲優：無/子安武人）
奧州的獨眼龍，留著到肩的長髮，非常冷酷卻很聰明的男人。常常偷溜出城並把城交給片倉景綱管理。對伊那佐海能使用的奇魂非常有興趣。
片倉景綱  （聲優：無/稻田徹）
政宗的家臣，是一個忠於伊達的忠臣。
伊達家的軍師。
收養石川五右衛門的兒子，並將其養大成人。
鬼庭綱元  （聲優：無/松野太紀）
伊達家的重臣，經常伴在政宗左右。
石川五右衛門
片倉景綱麾下忍者，石川五右衛門的兒子，為了逃避追捕裝扮成女人，石川組首領。
父親是真正的石川五右衛門，父親被殺後，因遭到追捕而一直逃走，之後被片倉景綱收養，陪訓成為忍者。
受片倉景綱指示，帶領石川組到上田城偷取奇魂，之後不敵霧隱才藏等忍者，石川組連同石川五右衛門全滅。於動畫版中沒有出場。
壹丸  （聲優：無/淺利遼太）
與貳虎同樣原為伊達家忍者，後回到伊達家。
貳虎  （聲優：無/赤羽根健治）
伊達家派遣到德川家的忍者，後回到伊達家、臉被包帶裹住，非常喜歡巨乳。
風魔小太郎
原北条氏的部下。現在為伊達政宗所雇用,在與真田十番勝負參戰、與佐助對戰。

### 德川家
徳川家康 （聲優：無/石塚運昇)
徳川家康，官位為內大臣，想取代豐臣家成為天下人，一直用懷柔手段拉攏其他大名支持自己。
認為得到奇魂就可取得天下，所以對奇魂很有與趣。
徳川家康知道奇魂在出雲大社的傳聞後，立即下令就算燒毀出雲大社都要得到奇魂，令真田幸村等人對其十分反感。
為了向大名們誇示自己的強大，曾在京都召集諸大名開展茶會。
櫻割 （聲優：無/井上喜久子）
德川家忍者，使用蛇與幻術的妖艷美女。其操縱的蛇有毒，襲擊過猿飛佐助和筧十藏。在出雲一役被筧十藏打敗。
絕技是蟲傀儡密義 蛇玉繭。
服部半藏  （聲優：無/樱井孝宏）
德川家的忍者，伊賀異形五人眾之首，表面上對德川家十分忠心，其實野心極大，想暗地裹操控掌權者。以偽造的王族信物欺騙安娜作為手下。
擁有高超的忍術，在漫畫版故事前中期曾經輕易打敗霧隱才藏。但動畫版中實力變得與霧隱才藏不分上下。
絕技是奧義 火生三昧、業火。

### 伊賀異形五人眾
以分別精通神速、怪力、幻惑、妖術、冷酷五種忍術的五位忍者組成
服部半藏
灰櫻（かいおう） （聲優：無/園崎未惠）
伊賀異形五人眾之一，擁有“蟲使”的異名的妖艷美女。櫻割的妹妹。
絕技是伊賀亞流操蟲術千極螳螂、伊賀亞流操蟲術蛛霧彈。
白群（びゃくぐん） （聲優：無/本田貴子）
伊賀異形五人眾之一，外表是個手無縛雞之力的少女，但卻是可以將數十倍於自己的鐵球輕鬆舉起的怪力女。
朽葉 （くちば） （聲優：無/鳥海浩輔）
伊賀異形五人眾之一，全身穿著黑衣的幻術使。用強力的幻術將鐮之助打倒。
絕技是伊賀亞流忍術 血奉
安娜塔西雅

### 其他人物
石田三成（聲優：無/綠川光）
被封在佐和山城的大名，忠於豐臣家的大名，口下不留德，反對徳川家康用懷柔手段拉攏其他大名支持自己的做法，一直想對抗徳川家康。
與直江兼續和真田幸村是友人。
樣子十分清秀，像少女一般。
直江兼續（聲優：無/三木真一郎）
德川家曾利用上杉家在自己領地築城的事，說上杉家想謀反，所以直江兼續對德川家的行為十分反感。
留了一把長髮。
言論十分毒辣，比三成還毒舌，連真田幸村都不敢跟他理論。
與石田三成和真田幸村是友人。
真田昌幸（さなだ まさゆき）
真田幸村・真田信幸之父。上田城主、一切政事都交由幸村處理。
真田信幸（さなだ のぶゆき）
真田幸村之兄。沼田城城主,徳川派。想讓豐臣派的幸村轉向徳川派靠攏。
本多忠勝（ほんだ ただかつ）
徳川家康的重臣。信幸的岳父。
小松殿（こまつどの）
信幸之妻、忠勝之女。對使用薙刀非常有自信。
海野七隈（うんの ななくま）
信幸的部下、六郎的雙胞胎弟弟。

## 用語
石川組
石川五右衛門為首的忍者集團，進攻上田城時全滅。於動畫版中沒有出場。
伊賀異形五人眾
以服部半藏為首的暗殺組織，成員有朽葉，安娜塔西雅，灰櫻，白群，各人都精通不同方面的忍術，例如朽葉精通幻術。
在漫畫第八卷被真田十勇士打敗。
奇魂 （くしみたま）
伊佐那海頭上戴着的圓球，能夠壓制伊邪那美命的神力，保護世間。被徳川家康等人認為有足以統一天下的力量。

## 出版書籍
| 冊數           | MEDIA FACTORY  | MEDIA FACTORY          | 東立出版社     | 東立出版社             |
| 冊數           | 發售日期       | ISBN                   | 發售日期       | ISBN                   |
| BRAVE10        | BRAVE10        | BRAVE10                | BRAVE10        | BRAVE10                |
| -------------- | -------------- | ---------------------- | -------------- | ---------------------- |
| 1              | 2007年3月23日  | ISBN 978-4-8401-1685-5 | 2007年10月24日 | ISBN 978-986-10-0447-1 |
| 2              | 2007年9月22日  | ISBN 978-4-8401-1949-8 | 2008年2月4日   | ISBN 978-986-10-0699-4 |
| 3              | 2008年3月22日  | ISBN 978-4-8401-2208-5 | 2008年8月5日   | ISBN 978-986-10-1580-4 |
| 4              | 2008年9月22日  | ISBN 978-4-8401-2271-9 | 2008年11月27日 | ISBN 978-986-10-2559-9 |
| 5              | 2009年3月23日  | ISBN 978-4-8401-2541-3 | 2009年9月7日   | ISBN 978-986-10-3502-4 |
| 6              | 2009年10月23日 | ISBN 978-4-8401-2922-0 | 2010年3月15日  | ISBN 978-986-10-4639-6 |
| 7              | 2010年5月22日  | ISBN 978-4-8401-3321-0 | 2010年9月29日  | ISBN 978-986-10-5797-2 |
| 8              | 2011年1月22日  | ISBN 978-4-8401-3742-3 | 2011年10月14日 | ISBN 978-986-10-7256-2 |
| BRAVE10 S      |                |                        |                |                        |
| 1              | 2011年12月27日 | ISBN 978-4-8401-4088-1 | 2012年11月12日 | ISBN 978-986-317-845-3 |
| 2              | 2012年5月26日  | ISBN 978-4-8401-4476-6 | 2013年5月2日   | ISBN 978-986-317-846-0 |
| 3              | 2012年12月27日 | ISBN 978-4-8401-4776-7 | 2013年7月17日  | ISBN 978-986-324-589-6 |
| 4              | 2013年7月27日  | ISBN 978-4-8401-5093-4 | 2014年11月4日  | ISBN 978-986-332-994-7 |
| 5              | 2014年2月27日  | ISBN 978-4-04-066287-9 | 2014年12月31日 | ISBN 978-986-348-561-2 |
| 6              | 2014年10月27日 | ISBN 978-4-04-066888-8 | 2015年5月21日  | ISBN 978-986-382-125-0 |
| 7              | 2015年4月27日  | ISBN 978-4-04-067504-6 |                |                        |
| 8              | 2015年10月27日 | ISBN 978-4-04-067834-4 |                |                        |
| 9              | 2016年3月26日  | ISBN 978-4-04-068231-0 |                |                        |
| BRAVE10 ～戲～ |                |                        |                |                        |
| 全             | 2017年3月27日  | ISBN 978-4-04-069096-4 |                |                        |

## 電視動畫

### 製作團隊
- 原作 - 霜月灰吏
- 監督 - 佐山聖子
- 系列構成 - 池田眞美子
- 人物設計、總作畫監督 - 番由紀子
- 動作監修 - 南伸一郎
- 武器設定 - 村松尚雄
- 動物設定 - 增田敏彦
- 美術監督 - 渡辺幸浩
- 美術設定 - 児玉陽平
- 色彩設計 - 川上善美
- 撮影監督 - 設楽希
- 編輯 - 森田清次
- 音響監督 - 本山哲
- 音樂 - 長岡成貢
- 製作人 - 宮本秀晃、河本紗知、梅田ノリカツ
- 動畫製作 - TMS Entertainment
- 製作 - TMS娛樂、MEDIA FACTORY、青二娛樂、高尾

### 主題曲
片頭曲
精霊飛来（第1話、第2話、第4話 - 第6話、第8話 - 第11話）
作詞・作曲 - koujin、gennbu、sayroo / 編曲 - koujin、taka / 歌 - 小野大輔&柿原徹也
第12話未使用片頭曲。
天下を躍る（第3話、第7話）
作詞・作曲 - koujin、gennbu、sayroo / 編曲 - koujin、taka / 歌 - 森川智之&神谷浩史
片尾曲艶男。-adeosu-
作詞・作曲 - 福助。 / 編曲・歌 - ADAPTER。

### 各話列表
| 話數     | 日文標題 | 中文標題   | 腳本       | 分鏡       | 演出       | 作畫監督                                       |
| -------- | -------- | ---------- | ---------- | ---------- | ---------- | ---------------------------------------------- |
| 其之壹   |          | 命運的兩人 | 池田真美子 | 佐山聖子   | 佐山聖子   | 鶴田仁美                                       |
| 其之貳   |          | 黑暗與光明 | 横手美智子 | 佐山聖子   | 佐藤清光   | 山田裕子 佐佐木睦美                            |
| 其之參   |          | 旋風之谷   | 池田真美子 | 大地丙太郎 | 村上貴之   | 河野真貴 米本奈                                |
| 其之四   |          | 神之魂     | 廣田光毅   | 西本由紀夫 | 山口賴房   | 中村純子 高橋賢                                |
| 其之伍   |          | 龍的懷裡   | 横手美智子 | 佐山聖子   | 小野田雄亮 | 吉田尚人                                       |
| 其之六   |          | 大山鳴動   | 廣田光毅   | 佐山聖子   | 佐山聖子   | 鶴田仁美 江森真理子                            |
| 其之七   |          | 劍與扇     | 廣田光毅   | 大地丙太郎 | 矢花馨     | 佐佐木睦美 竹森由加                            |
| 其之八   |          | 勇士誕生   | 池田真美子 | 西本由紀夫 | 村上貴之   | 五十內裕輔                                     |
| 其之九   |          | 冰的素顏   | 横手美智子 | 佐山聖子   | 守宮崇佳   | 松浦里美、石川健介 高橋賢、飯飼一幸 高原修司   |
| 其之拾   |          | 慘劇的開幕 | 廣田光毅   | 佐山聖子   | 吉田里紗子   | 薄谷榮之、米本奈苗 河野真貴                    |
| 其之拾壹 |          | 黑暗的慟哭 | 横手美智子 | 佐山聖子   | 佐山聖子   | 江森真理子、村上真紀 佐佐木睦美                |
| 其之拾貳 |          | 光的勇士   | 池田真美子 | 佐山聖子   | 佐山聖子   | 米本奈苗、北澤典子 竹森由加、飯飼一幸 竹田逸子 |

### 播放電視台
日本深夜動畫：下文記載的日本国内播放時間使用日本標準時間（UTC+9）表示。因為部分時間标识會採用30小时制，因此請留意这类超过24:00的时间，其實際播放時間為翌日清晨。
| 播放地區 | 播放電視台   | 播放日期               | 播放時間（UTC+9）    | 所屬聯播網                      | 備註       |
| -------- | ------------ | ---------------------- | -------------------- | ------------------------------- | ---------- |
| 神奈川縣 | 神奈川電視台 | 2012年1月7日 - 3月24日 | 星期六 26:00 - 26:30 | 獨立UHF局                       |            |
| 東京都   | TOKYO MX     | 2012年1月7日 - 3月24日 | 星期六 26:00 - 26:30 | 獨立UHF局                       |            |
| 兵庫縣   | SUN電視台    | 2012年1月9日 - 3月26日 | 星期一 24:35 - 25:05 | 獨立UHF局                       |            |
| 埼玉縣   | 埼玉電視台   | 2012年1月9日 - 3月26日 | 星期一 25:05 - 25:35 | 獨立UHF局                       |            |
| 千葉縣   | 千葉電視台   | 2012年1月10日 -        | 星期二 26:00 - 26:30 | 獨立UHF局                       |            |
| 愛知縣   | 愛知電視台   | 2012年1月10日 -        | 星期二 26:30 - 27:00 | 東京電視網                      |            |
| 日本全域 | Animax       | 2012年1月12日 -        | 星期四 22:00 - 24:00 | Sky PerfecTV! （CS/BS衛星放送） | 有重播     |
| 日本全域 | BS11         | 2012年1月13日 -        | 星期五 24:00 - 24:30 | BS衛星放送                      | ANIME+節目 |

## 關聯商品

### BD / DVD
| 卷數 | 發售日期      | 收錄話數        | 規格編號  | 規格編號  |
| 卷數 | 發售日期      | 收錄話數        | BD        | DVD       |
| ---- | ------------- | --------------- | --------- | --------- |
| 1    | 2012年3月21日 | 第1話 - 第2話   | ZMXZ-7731 | ZMBZ-7741 |
| 2    | 2012年4月25日 | 第3話 - 第4話   | ZMXZ-7732 | ZMBZ-7742 |
| 3    | 2012年5月23日 | 第5話 - 第6話   | ZMXZ-7733 | ZMBZ-7743 |
| 4    | 2012年6月25日 | 第7話 - 第8話   | ZMXZ-7734 | ZMBZ-7744 |
| 5    | 2012年7月25日 | 第9話 - 第10話  | ZMXZ-7735 | ZMBZ-7745 |
| 6    | 2012年8月29日 | 第11話 - 第12話 | ZMXZ-7736 | ZMBZ-7746 |

### CD
| 發售日期      | 標題                                  | 規格編號  |
| ------------- | ------------------------------------- | --------- |
| 2012年2月22日 | 精霊飛来                              | ZMCZ-7717 |
| 2012年2月22日 | BRAVE10 ドラマCD Vol.1 『風花の狂宴』 | ZMCZ-7761 |
| 2012年4月25日 | BRAVE10 ドラマCD Vol.2 『異国異聞録』 | ZMCZ-7762 |

## 外部連結
- （日語）BRAVE10動畫官方網站